# Миротворчі місії України

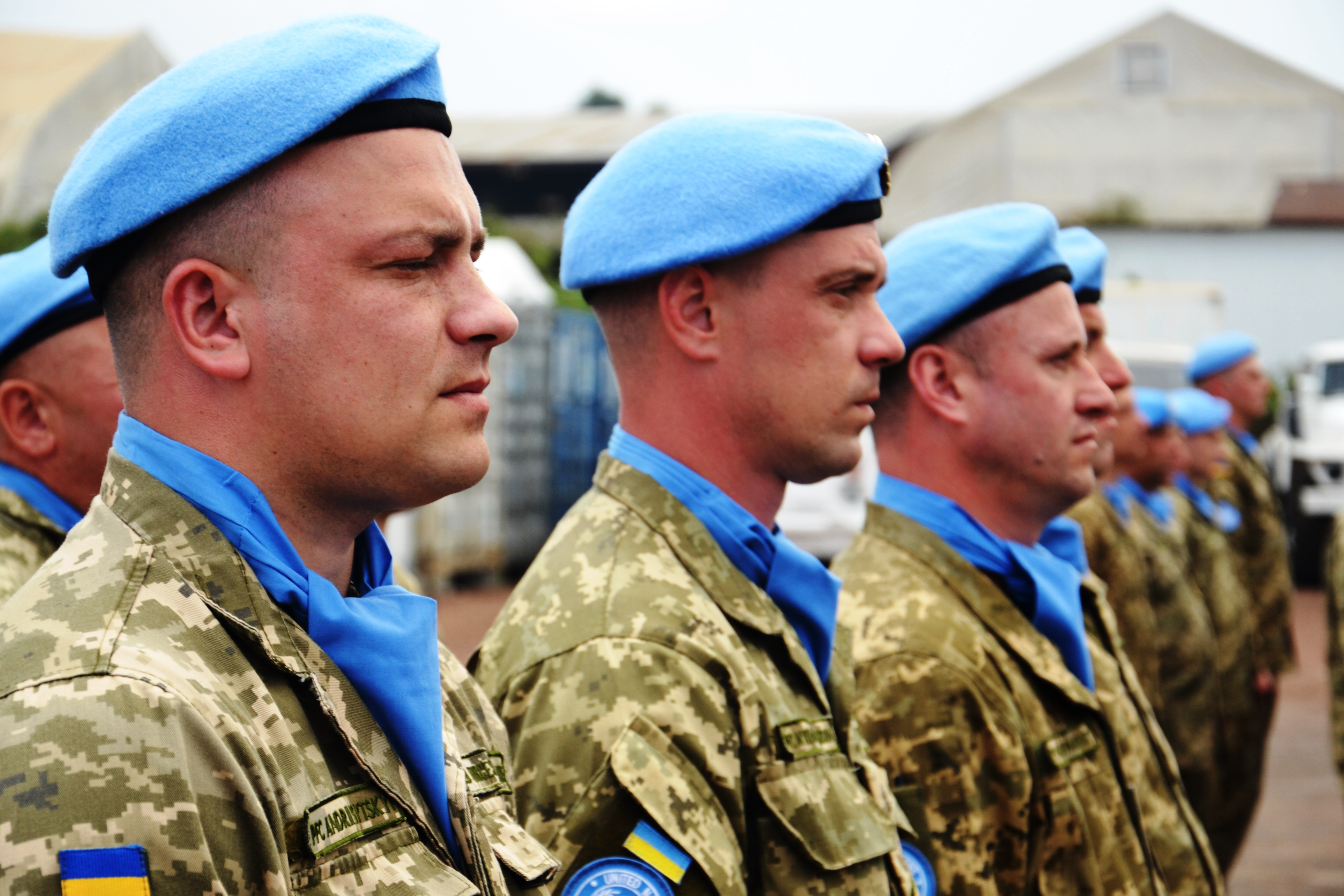
Контингент у ДР Конго

Починаючи з 1992 року Збройні сили України беруть участь у миротворчих операціях під егідою ООН, НАТО та інших міжнародних організацій. У військових операціях взяло участь 44 000 українських військовослужбовців, 55 з них — загинуло.
Українці брали участь у миротворчих операціях ООН і за часів СРСР, хоча, зазвичай, цих громадян України не зараховують до офіційної статистики, на відміну від країн СНД.
До 2022 року Збройні сили України брали участь у трьох миротворчих операціях. 7 березня 2022 року Указом Президента Володимира Зеленського українських миротворців відкликано зі всього світу у зв’язку зі збройною агресією Російської Федерації проти України. Станом на 2022 рік Україна була дев’ятою країною за кількістю військовослужбовців у миротворчих місіях ООН. Виведення українських миротворців послабило миротворчі операції ООН у постраждалих місіях. Війна, яка триває в Україні, також створила проблеми для майбутньої участі країни в миротворчих операціях ООН.

## Українські миротворчі місії
В списку наведені всі миротворчі операції України, за часів незалежності.
| Номер | Роки                                      | Назва                                                                                           | Місце                | Постійна військова чисельність | Втрати | Статус    |
| ----- | ----------------------------------------- | ----------------------------------------------------------------------------------------------- | -------------------- | ------------------------------ | ------ | --------- |
| 1     | 1992—1995                                 | Сили ООН з охорони (UNPROFOR)                                                                   | Югославія            | 1303                           | 15     | завершено |
| 2     | 1993                                      | Українська гуманітарна місія в Грузії                                                           | Грузія               | 131                            | немає  | завершено |
| 3     | 1994—2000                                 | Місія ООН у Таджикистані                                                                        | Таджикистан          | 21                             | немає  | завершено |
| 4     | 1995—1999                                 | Сили втілення (IFOR), Сили стабілізації (SFOR) у Боснії і Герцеговині                           | Боснія і Герцеговина | 400                            | 2      | завершено |
| 5     | 1995—1999                                 | Місія ООН превентивного розгортання в Македонії (UNPREDEP)                                      | Північна Македонія   | 1                              | немає  | завершено |
| 6     | 1996—1998                                 | Тимчасова адміністрація ООН для Східної Славонії, Барані та Західного Срема (UNTAES)            | Хорватія             | 511                            | немає  | завершено |
| 7     | 1996—1999                                 | Місія ООН в Анголі (MONUA)                                                                      | Ангола               | 216                            | 1      | завершено |
| 8     | 1996—2002                                 | Місія ООН на півострові Превлака (UNMOP)                                                        | Хорватія             | 2                              | немає  | завершено |
| 9     | 1997                                      | Місія ООН у Гватемалі (MINUGUA)                                                                 | Гватемала            | 8                              | немає  | завершено |
| 10    | 1998—2001                                 | Місія ОБСЄ з верифікації у Косово (Kosovo Verification Mission)                                 | Косово               | 23                             | немає  | завершено |
| 11    | 1999—2022                                 | Міжнародні сили з підтримки миру в Косово — КФОР                                                | Косово               | 40                             | 4      | завершено |
| 12    | 1999—2005                                 | Місія ОБСЄ у Грузії                                                                             | Грузія               | 530                            | немає  | завершено |
| 13    | з 2000, військовий контингент з 2012—2022 | Українська миротворча операція у Демократичній Республіці Конго (МООНСДРК)                      | ДР Конго             | 13                             | немає  | завершено |
| 14    | 2000—2006                                 | Тимчасові сили ООН у Лівані (UNIFIL)                                                            | Ліван                | 650                            | немає  | завершено |
| 15    | 2000—2001                                 | Міжнародні сили сприяння безпеці                                                                | Афганістан           | 1                              | немає  | завершено |
| 16    | 2001—2005                                 | Місія ООН у Сьєрра-Леоне (UNAMSIL)                                                              | Сьєрра-Леоне         | 530                            | 6      | завершено |
| 17    | 2003                                      | Гуманітарна місія в Державі Кувейт (UNIKOM)                                                     | Кувейт               | 448                            | немає  | завершено |
| 18    | 2004—2008                                 | Українська миротворча місія в Ефіопії та Еритреї                                                | Ефіопія Еритрея      | 7                              | немає  | завершено |
| 19    | 2005—2011                                 | Місія ООН у Судані                                                                              | Судан                | 11                             | немає  | завершено |
| 20    | 2005—2008                                 | Українська миротворча місія в Іраку                                                             | Ірак                 | 1690                           | 18     | завершено |
| 21    | 2007—2014                                 | Міжнародні сили сприяння безпеці в Ісламській Республіці Афганістан                             | Афганістан           | 30                             | немає  | завершено |
| 22    | 2008—2009                                 | Місія ООН у Грузії                                                                              | Грузія               | 37                             | немає  | завершено |
| 23    | 2003—2018                                 | Українська миротворча місія в Ліберії (Місія ООН у Ліберії)                                     | Ліберія              | 275                            | 5      | завершено |
| 24    | 2011—2022                                 | Операція ООН в Кот-д'Івуарі                                                                     | Кот-д'Івуар          | 56                             | 1      | завершено |
| 25    | 2019—2022                                 | Український миротворчий контингент у Малі MINUSMA [Архівовано 6 квітня 2019 у Wayback Machine.] | Малі                 | до 20                          |        | завершено |
| 26    | 1998—2022                                 | Спільні миротворчі сили у Зоні безпеки Придністровського регіону Республіки Молдова             | Молдова              | 10 (військові спостерігачі)    | немає  | завершено |

## Громадські спілки миротворців України

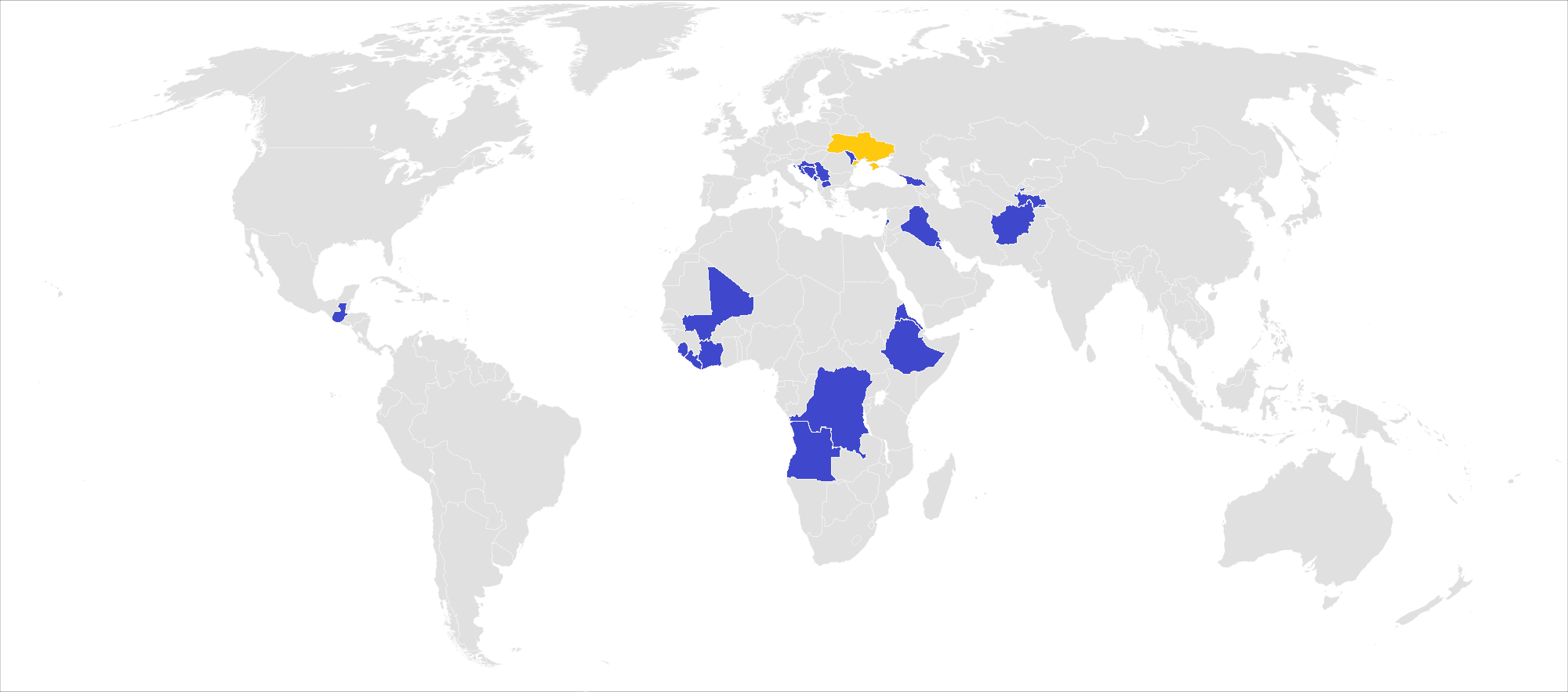
Миротворчі місії України

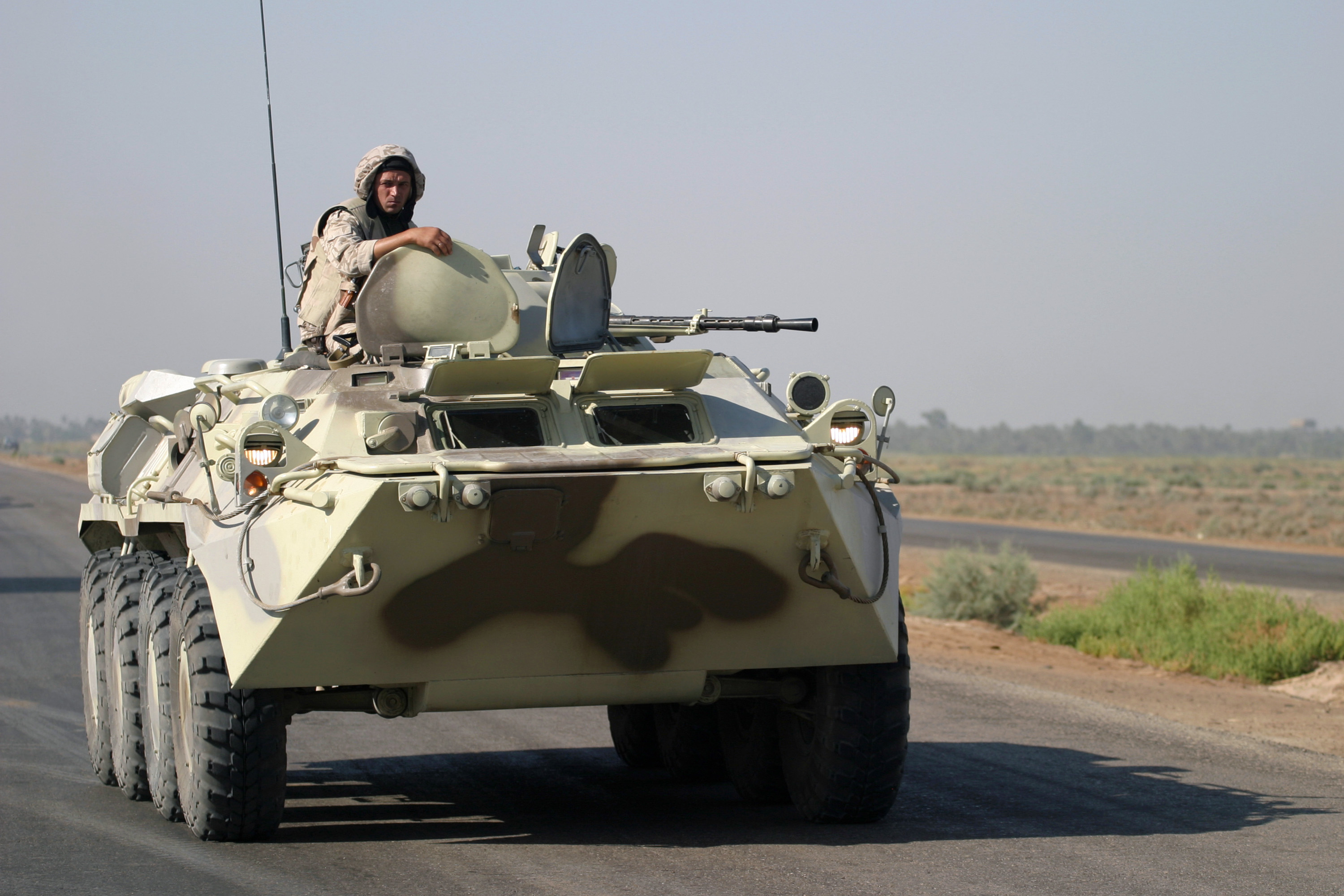
Український БТР-80 в Іраку

Наприкінці 2012 року колективом небайдужих офіцерів ЗС України під керівництвом полковника запасу Грабського Сергія Маратовича було засновано Всеукраїнське об'єднання «Союз учасників миротворчих операцій» яке об'єднало у своїх лавах учасників операцій з підтримки миру під егідою ООН, НАТО, ОБСЄ та інших міжнародних організацій з метою визначення статусу цієї категорії, та гарантій їх соціального захисту.
13.06.2013 року під керівництвом полковника Савича Олексія Олексійовича (командир 11-го батальйону територіальної оборони «Київська Русь») було створено Громадську спілку «Всеукраїнське об'єднання „Федерація організацій миротворців України“», яка об'єднує громадські організації учасників та ветеранів операцій з підтримання миру. Членство у Федерації широко представлено громадськими організаціями та фізичними особами, які є діючими та колишніми співробітниками (військовослужбовцями) ЗСУ, МВС, МЗС, СБУ, СЗР, ДПС та ін.[джерело?]

## Ювілеї та пам'ятні дати
У 2017 році на державному рівні в Україні відзначався ювілей — 25 років з часу участі України в операціях Миротворчих Сил Організації Об'єднаних Націй (1992).

## Медіа про українських миротворців
- Миротворці [Архівовано 24 грудня 2020 у Wayback Machine.]
- Миротворці ООН [Архівовано 24 грудня 2020 у Wayback Machine.]
- Югославія [Архівовано 24 грудня 2020 у Wayback Machine.]
- Боснія Сараєво [Архівовано 24 грудня 2020 у Wayback Machine.]
- Забута миротворча місія [Архівовано 5 грудня 2017 у Wayback Machine.]
- Ліберія ч. І [Архівовано 24 грудня 2020 у Wayback Machine.]
- Ліберія ч. ІІ [Архівовано 24 грудня 2020 у Wayback Machine.]
- Українські миротворці в Республіці Ірак [Архівовано 24 грудня 2020 у Wayback Machine.]
- Ukrainian peacekeepers in Kosovo [Архівовано 24 грудня 2020 у Wayback Machine.]
- Конго [Архівовано 4 липня 2017 у Wayback Machine.]
- Косово [Архівовано 24 грудня 2020 у Wayback Machine.]
- Афганістан [Архівовано 24 грудня 2020 у Wayback Machine.]
- Українські миротворці досі розміновують Косово [Архівовано 24 грудня 2020 у Wayback Machine.]
- Ukrainian peacekeepers helped stop civil war in Congo [Архівовано 24 грудня 2020 у Wayback Machine.]
- 20 років на варті миру [Архівовано 24 грудня 2020 у Wayback Machine.]
- Україна вже 25 років — учасник миротворчих операцій ООН [Архівовано 22 жовтня 2017 у Wayback Machine.]
- Українські миротворці діють у 9 міжнародних операціях у світі [Архівовано 6 травня 2019 у Wayback Machine.]
- За 25 років 54 українських військових загинуло в миротворчих місіях ООН [Архівовано 5 травня 2019 у Wayback Machine.]